# Gordon Wallace Scott
Gordon Wallace Scott, né le 1er octobre 1887 à Montréal et mort le 14 décembre 1940 dans l'océan Atlantique, est un politicien québécois, membre du Conseil législatif, qui a été trésorier provincial (ministre des Finances) en 1930 sous le gouvernement de Louis-Alexandre Taschereau.

## Biographie

### Carrière privée
Né à Montréal le 1er octobre 1887, Gordon Wallace Scott est le fils du commerçant James Scott et d'Emma Maria Wallace. Étudiant à la Montreal High School, il a été stagiaire chez les comptables agréés P. S. Ross & Sons. Il a été directeur de plusieurs compagnies au Québec : la Power Corporation of Canada Limited, la General Steel Wares, la Saint Lawrence Corporation Limited, la Canadian Corporation Limited, la Burge Carbon Paper Limited, la Montreal Lithography Company, l'Anglo Telephon Company Limited, la Montreal Trust Company, la Canadian Industrial Alcohol Limited, l' Hydro Electric Securities Corporation, etc.
Scott a également exercé la fonction de président de l'Hôpital protestant de Verdun. Nommé membre du comité protestant de l'Instruction publique, il en est devenu plus tard le président.

### Carrière politique
Gordon Wallace Scott est entré en politique à l'automne 1930 lorsque le premier ministre Louis-Alexandre Taschereau lui a demandé de succéder à Andrew Ross McMaster au poste de trésorier provincial. Il accepta mais, malheureusement pour lui, ne resta en fonction que du 16 octobre au 27 novembre 1930. Il se présenta à une élection partielle, tenue le 4 novembre 1930 dans le comté de Huntingdon, mais fut battu par le conservateur Martin Beattie Fisher. Celui-ci, ironie du sort, devint plus tard trésorier provincial dans le premier cabinet Duplessis en 1936.
Il semble que Taschereau ait quand même tenu à l'avoir sous la main. Le 13 novembre, il le nomma conseiller législatif de la division de Wellington et ministre sans portefeuille. Il garda pour lui le poste de trésorier en attendant une éventuelle victoire de Scott à la prochaine élection générale. En tant que ministre sans portefeuille, Scott l'aida à rédiger le discours du budget pour l'année 1931-1932. Ce discours du budget, lu à l'Assemblée législative le 21 janvier 1931 par le premier ministre, fut historique car, pour la première fois depuis la Confédération, il fut donné dans la langue française.
Le 30 juillet 1931, Taschereau annonça des élections générales pour le 24 août suivant. Scott se présenta dans le comté de Montréal-Saint-Georges mais, malgré une victoire écrasante du Parti libéral, il fut défait par le conservateur Charles Ernest Gault avec seulement 83 voix de différence.
Taschereau le renomma conseiller législatif le 17 juin 1932, cette fois dans la division Victoria, mais il dut se résigner tout de même à quitter son cabinet.
À la fin des années 1930, Scott sembla commencer à s'intéresser à la politique fédérale. En 1939, au début de la Deuxième Guerre mondiale, il devint conseiller financier au ministère des Munitions et Approvisionnements. Il mourut tragiquement le 14 décembre 1940 à l'âge de 53 ans, lorsque le paquebot Western Prince sur lequel il avait pris place, fut torpillé par un sous-marin allemand dans l'Océan Atlantique.